# Татарская Чильча
Татарская Чильча (тат. Татар Чилчәсе) — деревня в Агрызском районе Республики Татарстан России. Входит в состав Салаушского сельского поселения.

## История
Основана в 1926 году в составе Елабужского кантона ТАССР, затем в Челнинском кантоне. С 1930 года — в составе Красноборского района, с 1960 года (кроме 1963—1964 годов) — в Агрызском районе.

## География
Деревня находится в северо-восточной части Татарстана, неподалеку от Нижнекамского водохранилища, на расстоянии 77 км по автодорогам к югу от Агрыза и на расстоянии 12,5 км по автодорогам к северо-востоку от центра поселения.

### Часовой пояс
Деревня Татарская Чильча, как и весь Татарстан, находится в часовой зоне МСК (московское время). Смещение применяемого времени относительно UTC составляет +3:00.

## Население
| 1926 | 1938 | 1949 | 1958 | 1970 | 1989 | 2002 | 2010 |
| ---- | ---- | ---- | ---- | ---- | ---- | ---- | ---- |
| 92   | 139  | 137  | 111  | 122  | 70   | 54   | 51   |

Национальный состав
Согласно результатам переписи 2002 года, в национальной структуре населения татары составили 100 %.

## Инфраструктура
Имеются магазин и кладбище.

## Улицы
В деревне единственная улица — Лесная.